# Nokia Asha 300
Nokia Asha 300 är en Series 40-baserad mobiltelefon från Nokia som annonserades hösten 2011.